# Farah Mohamed
Farah Mohamed (Uganda, 1970) es una activista canadiense de los derechos de la mujer, oradora pública y líder empresarial que fundó G(irls)20, un evento anual para reunir a mujeres de todo el mundo.

## Trayectoria
Nació en 1970 en Uganda. Sus padres buscaron refugio en Canadá en 1972 tras la expulsión de los indúes de Uganda, y se establecieron en St. Catharines, Ontario.
Se licenció en Letras por la Universidad de Queens y obtuvo un máster en humanidades y un doctorado honoris causa en Derecho por la Universidad de Western Ontario.
En 2010, fundó G(irls)20, un evento anual para empoderar a las mujeres de cada uno de los países del G20 y África. Cada año, antes de la cumbre del G20, G(irls)20 reúne a mujeres durante una semana de formación en liderazgo y defensa de sus derechos.Fue directora general de G(irls)20 durante cinco años, hasta que se convirtió en directora general del Malala Fund.
Anteriormente fue directora ejecutiva del Malala Fund, una organización sin ánimo de lucro que aboga por la educación de las niñas. Pasó casi una década trabajando con políticos canadienses en Parliament Hill.

## Reconocimientos
Recibió la Medalla al Mérito en el Servicio, la Medalla del Jubileo de Diamante de la Reina Isabel II y ha sido una de las galardonadas con el Premio a los 25 Mejores Inmigrantes Canadienses 2014, otorgado por la revista Canadian Immigrant Magazine. En 2014, también fue reconocida como una de las 100 mujeres de la BBC.
Recibió una Medalla por Servicio Meritorio, una Medalla del Jubileo de Diamante de la Reina Isabel II y una de las ganadoras de los premios Top 25 Canadian Immigrant Awards de 2014 presentados por la revista Canadian Immigrant .  En 2014, también fue reconocida como una de las 100 mujeres de la BBC. 